# Sacerdócio de Melquisedeque
O Sacerdócio de Melquisedeque é uma doutrina teológica presente no cristianismo, como em A Igreja de Jesus Cristo dos Santos dos Últimos Dias.
O maior dos dois níveis ou ordens do sacerdócio na Igreja de Jesus Cristo dos Santos dos Últimos Dias. O Sacerdócio de Melquisedeque é conferido aos membros da Igreja fiéis do sexo masculino a partir dos dezoito anos. Cada homem é ordenado individualmente pela imposição de mãos. Daqueles que são assim ordenados diz-se que “portam” o sacerdócio; a maioria dos homens santos dos últimos dias são portadores do sacerdócio.
O nome do Sacerdócio de Melquisedeque vem de um grande sumo sacerdote que viveu no tempo do profeta Abraão.

## Visão dosSantos dos Últimos Dias
A princípio chamava-se o "Santo Sacerdócio Segundo a Ordem do Filho de Deus", é o sacerdócio maior que contém a plenitude das ordenanças (cerimônias) segundo a crença de A Igreja de Jesus Cristo dos Santos dos Últimos Dias.
Ainda segundo a crença destes, esse sacerdócio foi restaurado à Joseph Smith Jr. e a Oliver Cowdery  pelos apóstolos Pedro, Tiago e João por imposição de mãos. 
Os ofícios do Sacerdócio de Melquisedeque incluem élder, sumo sacerdote, patriarca, Setenta e Apóstolo. Aqueles que têm esse sacerdócio, lideram a Igreja e administram ordenanças como dar o nome e uma bênção às crianças, curar os doentes e conceder o dom do Espírito Santo aos membros batizados recentemente. O Sacerdócio segundo a ordem de Melquisedeque pode agir também em todos os ofícios do Sacerdócio Aarônico. O presidente de A Igreja de Jesus Cristo dos Santos dos Últimos Dias é o detentor de todas as chaves do sacerdócio.